# XBIZ Award for Best Sex Scene - Virtual Reality
L'XBIZ Award for Best Sex Scene - Virtual Reality è un premio pornografico assegnato alla scena virtuale votata come migliore dalla XBIZ, l'ente che assegna gli XBIZ Awards, uno dei maggiori premi del settore.
Come per gli altri premi, viene assegnato nel corso di una cerimonia che si svolge a Los Angeles, solitamente nel mese di gennaio, dal 2017.

## Vincitori

### Anni 2010
| Anno | Vincitori                          | Titolo                 |
| ---- | ---------------------------------- | ---------------------- |
| 2017 | Riley Reid                         | On Set with Riley Reid |
| 2018 | Bridgette B                        | The Wrong House to Rob |
| 2019 | Domino Presley Gabriel Dalessandro | Moving In, Putting Out |

### Anni 2020
| Anno | Vincitori                                                                        | Titolo                |
| ---- | -------------------------------------------------------------------------------- | --------------------- |
| 2020 | Adria Rae Alex Blake Gina Valentina Lexi Lore Maya Bijou Taylor Blake Tommy Gunn | Santa's Naughty List  |
| 2021 | Charlotte Stokely Shyla Jennings                                                 | Wedding Night Cuckold |
| 2022 | Ana Foxxx Daya Knight Sommer Isabella September Reign John Strong                | Wicked Wedding        |
| 2023 | Kenzie Anne Ashley Lane Jazlyn Ray Alex Mack                                     | Party Girls           |
| 2024 | Kayley Gunner Kylie Rocket August Skye Violet Starr Oliver Davis Ryan Driller    | Wet & Wild in Tulum   |
| 2025 | Nicole Aniston Blake Blossom Romi Rain Ryan Driller                              | Palm Royale           |